# Římskokatolická farnost Želetice u Kyjova
Římskokatolická farnost Želetice u Kyjova je územní společenství římských katolíků s farním kostelem svatého Jakuba Staršího v děkanství hodonínském.

## Historie farnosti
První písemná zmínka o obci Želetice se vyskytuje roku 1131 v souvislosti s břeclavským kostelem. Během následujících staletí byly Želetice několikrát vyplněněny, kostel (původně gotický) byl proto často renovován.

## Duchovní správci
Od roku 1997 zde působil jako administátor D. Mgr. PharmDr. Josef Šedivý, OCr., který byl v červnu 2011 jmenován 48. velmistrem a generálem Rytířského řádu křižovníků s červenou hvězdou. 
Od srpna 2011 do července 2014 byl administrátorem excurrendo D. Vít Martin Červenka, OPraem., novoříšský premonstrát. Od srpna 2014 byl ustanoven administrátorem excurrendo R. D. Mgr. Josef Pohanka. Spolu s ním ve farnosti od 1. srpna 2014 do července 2016 působil farní vikář R. D. Josef Večeřa. 
Od října 2022 jej nahradil R. D. Mgr. Pavel Lacina. od srpna 2024 byl administrátorem ustanoven R. D. Mgr. Martin Pastrňák, který přišel z ostravsko-opavské diecéze.

## Bohoslužby
| Kostel                  | Místo             | Bohoslužba (den) | Hodina | Poznámka     |
| ----------------------- | ----------------- | ---------------- | ------ | ------------ |
| svatého Jakuba Staršího | Želetice u Kyjova | neděle           | 10.45  | Farní kostel |

## Aktivity ve farnosti
Na 28. únor připadá Den vzájemných modliteb farností za bohoslovce a bohoslovců za farnosti brněnské diecéze. Adorační den se koná 12. srpna.
Ve farnosti se pravidelně pořádá tříkrálová sbírka. V roce 2014 se při ní v Želeticích vybralo 14 323 korun, o rok později 15 709 korun, v Nenkovicích vybraná částka v roce 2014 představovala 11 627 korun, v roce 2015 12 425 korun, ve Stavěšicích 8 500 korun (v roce 2014) a 10 200 korun (v roce 2015), ve Strážovicích pak šlo o částky 15 855 (v roce 2014) a 16 023 (v roce 2015). V roce 2016 se při sbírce vybralo v Želeticích 56 544 korun, v Nenkovicích 14 773 korun, ve Stavěšicích 10 380 korun a ve Strážovicích 16 187 korun. 